# Polderdistrict Maas en Waal (1568-1944)
Het Polderdistrict Maas en Waal was een waterschap in de provincie Gelderland. Het polderdistrict werd in 1568 opgericht. In 1944 ging het polderdistrict samen met het Polderdistrict Rijk van Nijmegen op in het Polderdistrict Rijk van Nijmegen en Maas en Waal.
Lijst van dijkgraven :
- 1795-1802 Mr. Wilhelmus Theodorus van Bennekom, lid eerste kamer
- 1802-1812 Rudolph Christiaan graaf van Rechteren
- 1813-1836 Mr. Wilhelmus Theodorus van Bennekom, lid eerste kamer
- 1837-1875 Mr. Antonius Schouten, rechter in Druten
- 1875-1890 Cornelis P.H.A. Post, woonde te Wamel in huis Sterkenburg; hij was drager van de zilveren watersnoodmedaille 1876[2]
- 1891-1893 Antonius J.J. A. M. H. Hengst, ook burgemeester van Dreumel
- 1893-1906 Hendrik W.J.C. van der Sijp
- 1907-1919 Petrus G. de Leeuw, burgemeester van Appeltern, lid Provinciale Staten Gelderland
- 1919-1925 Johannes I. H. Hoeben, rechter in Druten
- 1925-1944 Johannes Gijsbertus de Leeuw, burgemeester van Appeltern. Hij werd daarna de eerste dijkgraaf van het polderdistrict Rijk van Nijmegen en Maas en Waal.